# NPa Guaratuba (P-50)
O NPa Guaratuba (P-50) é uma embarcação da Marinha do Brasil, da Classe Grajaú, que exerce a função de navio-patrulha.

## História
O navio-patrulha foi construído pelo estaleiro Peene-werft GmBH, indústria naval alemã localizada em Wolgast. O batimento de quilha aconteceu em 9 de outubro de 1998, sendo o barco  lançado ao mar em 16 de junho de 1999. A incorporação a Marinha do Brasil foi realizada em 1 de dezembro de 1999.
O navio está está subordinado ao Comando do Grupamento de Patrulha Naval do Leste do 2º Distrito Naval, na cidade de Salvador.
A embarcação recebeu o Prêmio Navio de Socorro do Ano 2017 por ter se destacado como o melhor navio de socorro e salvamento da Marinha do Brasil.

## Origem do nome
É a primeira embarcação da Esquadra brasileira a ostentar o nome "Guaratuba", corruptela de "guará-tyba", que, em língua tupi, significa "garças em abundância", e que dá nome a um município do estado do Paraná, cujo povoamento iniciou-se em 1656, e que, posteriormente, em 1771, passou a chamar-se Vila de São Luís de Guaratuba da Marinha.

## Características

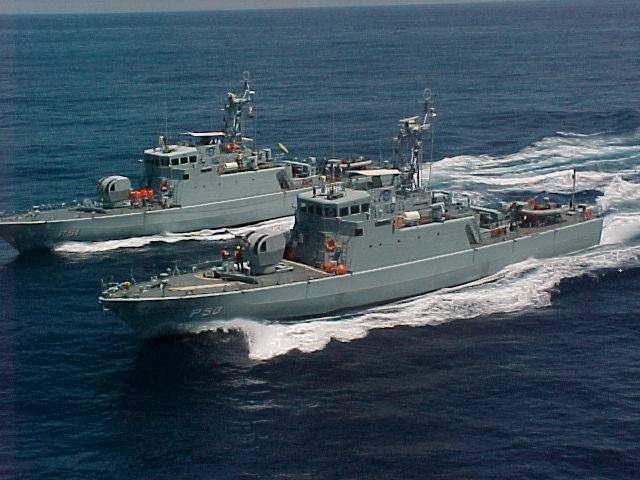
NPa Guaratuba (P-50) em formatura com o NPa Gravataí (P-51)

- Deslocamento :197 ton (padrão), 217 ton (carregado).
- Dimensões (metros): comprimento 46,5 m; largura 7,5m; calado 2,3m.
- Velocidade (nós): 24 (máxima).
- Propulsão: 2 motores diesel MTU 16V 396 TB94 de 2.740 bhp cada.
- Combustível: 23 toneladas de capacidade.
- Autonomia : 4.000 Km a 12 nós; 10 dias em operação contínua.
- Sistema Elétrico: 3 geradores diesel no total de 300 Kw.
- Armamento:
  - 1 canhão Bofors L/70 40mm com 12 km de alcance.
  - 2 canhões Oerlikon/BMARC 20mm com 2 km de alcance, em dois reparos simples.
- Tripulação: 30 militares.
- Equipamentos:
  - 1 lancha tipo (RHIB), para 10 homens;
  - 1 bote inflável para 6 homens;
  - 1 guindaste para 620 kg.